# Fildeskriptor
Inom datorprogrammering är en fildeskriptor en abstrakt utpekare som innehåller information som behövs när datorn ska läsa eller skriva i en datafil. Det motsvarande engelska uttrycket, file descriptor, används allmänt i operativsystem av typen POSIX. I den terminologi som används om Microsoft Windows och i samband med det standardiserade programbiblioteket för läsning och skrivning i programspråket C, stdio.h, föredras uttrycket file handle (filhandtag). Men tekniskt sett är file handle en annan typ av objekt. 
Varje process har en File Descriptor Table som innehåller information om de filer som finns öppna i processen.